# Gevorg Sahakyan
Gevorg Sahakyan –en armenio, Գևորգ Սահակյան– (15 de enero de 1990) es un deportista polaco de origen armenio que compite en lucha grecorromana.
Ganó dos medallas de bronce en el Campeonato Mundial de Lucha, en los años2018 y 2021, y una medalla de plata en el Campeonato Europeo de Lucha de 2019.

## Palmarés internacional
| Campeonato Mundial | Campeonato Mundial | Campeonato Mundial | Campeonato Mundial |
| Año                | Lugar              | Medalla            | Categoría          |
| ------------------ | ------------------ | ------------------ | ------------------ |
| 2018               | Budapest (Hungría) | Medalla de bronce  | 67 kg              |
| 2021               | Oslo (Noruega)     | Medalla de bronce  | 72 kg              |
| Campeonato Europeo |                    |                    |                    |
| Año                | Lugar              | Medalla            | Categoría          |
| 2019               | Bucarest (Rumania) | Medalla de plata   | 67 kg              |